# 费迪南德·基夫勒
费迪南德·基夫勒（德語：Ferdinand Kiefler，1913年8月4日—1945年1月13日），奥地利男子手球运动员。他曾代表奥地利参加1936年夏季奥林匹克运动会手球比赛，获得一枚银牌。他在第二次世界大战期间去世。